# Делаво, Даниэль
Даниэ́ль Делаво́ (фр. Daniel Delaveau; род. 22 декабря 1952, Шалетт-сюр-Луэн) — французский журналист и политик, мэр Ренна (2008—2014).

## Биография
Родился 22 декабря 1952 года в Шалетт-сюр-Луэн в рабочей семье, родители состояли активистами организации Христианская рабочая молодёжь, а позднее — Движения за освобождение рабочих (Mouvement de libération ouvrière). Окончив бакалавриат, в 1970 году поступил в лицей Монтаржи, отучился год в подготовительном классе по курсу высшей математики и в 1971 году начал изучать экономику в Орлеанском университете. В 1972 году вошёл в Национальное бюро Христианской студенческой молодёжи, а с 1973 по 1975 год возглавлял эту организацию. С 1975 по 1978 год работал журналистом еженедельника «Témoignage chrétien», с 1978 года отвечал в мэрии Ренна за сферу информации и коммуникаций, участвовал в создании городского кабельного телевидения. В 1987—1998 годах руководил смешанной компанией Rennes Cité Média, эксплуатирующей кабельную сеть, в 2001 году возглавил компанию Semtcar, занятую строительством линии метро в Ренне.
В 1983—1989 годах являлся помощником мэра города Сен-Жак-де-ла-Ланд, с 1989 по 2007 год — его мэром. С 1994 по 2004 год состоял депутатом генерального совета департамента Иль и Вилен, с 2004 по 2008 год — его председателем.
16 марта 2008 года в Ренне состоялся второй тур муниципальных выборов, на которые Делаво пошёл во главе списка Социалистической партии и добился успеха с результатом 60,4 %, что обеспечило социалистам 50 мест в муниципальном совете из 61.
22 марта 2008 года избран мэром Ренна.
17 декабря 2012 года объявил об отказе от участия в следующих муниципальных выборах, но в 2014 году левый блок вновь одержал победу на муниципальных выборах, и 4 апреля 2014 года мэром Ренна была избрана Натали Аппере.